# 존 에니스
존 웨인 에니스(John Wayne Ennis, 1979년 10월 17일 ~ )는 미국의 야구 선수이다.

## 미국 프로 야구 시절
1998년 애틀랜타 브레이브스와 계약을 체결하고 4년간 마이너 리그 생활을 하고 2002년 4월 10일 메이저 리그 데뷔를 치른다. 2년 뒤 디트로이트 타이거스로 이적을 하였다. 존 에니스는 방어율 8.44 , 세이브 1개를 기록하고 마이너 리그로 강등되었다. 2년 뒤 필라델피아 필리스로 이적을 하게 되고 방어율 8.22을 기록하였다. 삼성 라이온즈로 이적을 하게 된다.

## KBO 리그시절
삼성 라이온즈에서 1승 3패 1홀드를 기록하여 그다지 좋은 모습을 보여 주지 못했다. 그 해 플레이오프 도중 팔꿈치 부상으로 전력에서 이탈, 재계약에 실패하였다.

## 미국 프로 야구복귀
그는 독립 리그 진출을 타진하고 있었는데 필라델피아 필리스의 부름을 받고 다시 마이너 계약을 맺었다.